# Thaumatorymus
Thaumatorymus is een geslacht van vliesvleugeligen uit de familie Torymidae. De wetenschappelijke naam van dit geslacht is voor het eerst geldig gepubliceerd in 1954 door Ferrière & Novicky.

## Soorten
Het geslacht Thaumatorymus is monotypisch en omvat slechts de volgende soort:
- Thaumatorymus notanisoides Ferrière & Novicky, 1954